# Сејлем (Јута)
Сејлем (енгл. Salem) град је у америчкој савезној држави Јута.

## Демографија
По попису из 2010. године број становника је 6.423, што је 2.051 (46,9%) становника више него 2000. године.
| Група             | 2000.         | 2010.         |
| Белци             | 4.196 (96,0%) | 6.039 (94,0%) |
| Афроамериканци    | 3 (0,1%)      | 30 (0,5%)     |
| Азијати           | 6 (0,1%)      | 23 (0,4%)     |
| Хиспаноамериканци | 122 (2,8%)    | 231 (3,6%)    |
| Укупно            | 4.372         | 6.423         |